# Козлов, Николай Григорьевич
Николай Григорьевич Козлов (2 января 1930, село Святое, Рогачёвский район, Бобруйский округ, Белорусская ССР — 22 июля 1977, село Буревестник, Наурзумский район, Кустанайская область, Казахская ССР) — директор совхоза «Буревестник» Наурзумского района Кустанайской области, Казахская ССР. Лауреат премии Совета министров СССР. Герой Социалистического Труда (1967). Основатель и первый директор самого крупного в СССР совхоза.

## Биография
Родился в 1930 году в крестьянской семье в селе Святое Рогачёвского района (сегодня — Кирово Жлобинского района). В 1954 году окончил Молотовский сельскохозяйственный институт, после которого трудился инженером-землеустроителем при Управлении сельского хозяйства Восточно-Казахстанского облисполкома. В 1956—1957 года возглавлял земотряд на строительстве Бухтарминской ГЭС, руководил экспедицией землеустроителей в Гурьевской области. С 1958 года — главный инженер, начальник землеустроительной экспедиции, первый заместитель Кустанайского областного управления Министерства сельского хозяйства.
6 января 1965 года приказом Кустанайского облсельхозуправления назначен директором совхоза «Буревестник», которому было выделено 125,4 тысячи гектаров. Машинно-тракторный парк совхоза насчитывал около 150 машин, 250 тракторов и 250 комбайнов. В первый год совхоз обработал около 50 тысяч гектаров целинных земель и было собрано в среднем с каждого гектара по 11,8 центнеров зерновых при запланированных 8,3 центнера. Во второй год совхоз засеял 65194 гектаров при запланированных 61100 гектаров. В совхозе трудилось 1600 рабочих и 132 специалистов. В последующем уборочный парк достиг 270 тракторов и 420 комбайнов, площадь посевных земель составила 106 тысяч гектаров. В 1965 году совхоз выполнил плановые задания на 147 %.
По итогам работы в 1966 голу в совхозе была получена прибыль в размере 1,5 миллиона рублей. Указом Президиума Верховного Совета СССР от 19 апреля 1967 года удостоен звания Героя Социалистического Труда за «достигнутые успехи в увеличении производства и заготовок зерна в 1966 году» с вручением ордена Ленина и золотой медали «Серп и Молот» (№ 14956).
Занимался развитием социально-культурной структуры в совхозном посёлке. Под его руководством было построено около 8 тысяч квадратных метров жилья, столовая, универмаг, дворец культуры, трёхэтажная школа, спорткомплекс, централизованное теплоснабжение, пять детских садов, пекарня, кирпичный завод, заасфальтировано около 18 тысяч квадратных метров дорог. За самую лучшую застройку жилищного фонда совхозного посёлка был удостоен диплома ВДНХ и премии Совета министров СССР. К десятилетию совхоза в посёлке было построено около 25 тысяч квадратных метров жилья и 40 тысяч квадратных метров дорог.
Возглавлял совхоз до своей скоропостижной кончины в 1977 году. Похоронен в селе Буревестник во дворе современного сельского акимата по улице Абая, 17.
Память
- В декабре 1977 года постановлением Совета министров Казахской ССР совхоз «Буревестник» был переименован в совхоз имени Н. Козлова;
- Его именем названа одна из улиц современного села Буревестник;
- В селе Буревестник установлен памятник, который имеет статус историко-культурного наследия.

Награды
- Герой Социалистического Труда
- Орден Ленина — дважды (1967; 13.12.1972)
- Орден Октябрьской Революции (24.12.1976)